# フリオ・プレゲスエロ
フリオ・ホセ・プレゲスエロ・セルバ（Julio José Pleguezuelo Selva、1997年1月26日 - ）は、スペイン・パルマ・デ・マヨルカ出身のサッカー選手。プリマス・アーガイルFC所属。ポジションはディフェンダー。

## 経歴
2013年7月、FCバルセロナのカンテラからアーセナルFCのU-18チームに移籍した。2018年10月31日にはEFLカップのアストン・ヴィラFC戦でトップチームデビューも果たしている。
2016年8月5日、RCDマヨルカへのレンタルが発表された。9月7日、コパ・デル・レイのCFレウス・デポルティウ戦にてデビューし、2016年10月9日に行われたSDウエスカ戦でリーグデビューしたが、その試合の15試合後、クラブは3部に降格し、プレゲスエロもアーセナルに復帰した。
2018年1月31日、2017-18シーズン終了までジムナスティック・タラゴナにレンタルされた。
2019年5月21日、FCトゥウェンテにフリーで加入した。
2023年6月21日、プリマス・アーガイルFCに2年契約で移籍した。